# Mercedes-Benz Accelo
Mercedes-Benz Accelo — семейство бескапотных среднетоннажных грузовых автомобилей, серийно выпускаемых с 2003 года на шасси Mercedes-Benz Atego. Дизайном кабины, по договорённости с DaimlerChrysler, занималась английская компания Mayflower Vehicle Systems. Помимо Южной Америки, автомобиль эксплуатируется в странах Ближнего Востока и Африки. Автомобили оснащены дизельными двигателями мощностью 150 и 156 л. с., использующимися также на моделях Sprinter и Vario, механической 5-ступенчатой коробкой передач, подвеской на параболических рессорах, гидроусилителем рулевого управления, а также дисковыми тормозами на всех колёсах.

## Описание
Полная масса семейства Accelo составляет от 8 до 13 тонн. Автомобили оснащены четырёхцилиндровым рядным дизельным двигателем OM 924 мощностью 115 кВт. В стандартной комплектации находятся барабанные тормоза на обеих осях, автоматическая регулировка торможения и электронный тахометр. С 2016 года каждый автомобиль имеет в качестве специального оборудования антиблокировочную тормозную систему ABS, регулируемый держатель рулевой колонки, электрический показатель аккумулятора и электрические стеклоподъёмники. В качестве специального оборудования также доступны зелёное лобовое стекло, кондиционер, карпьютер и наружное зеркало с электрическим подогревом.